# Claes Jansz. Visscher
Claes Jansz. Visscher (1587 – 19 tháng 6 năm 1652) là một họa sĩ, thợ in, nhà họa đồ người Hà Lan. Con trai của ông, Nicolas Visscher (1618 – 1679), cũng là một nhà họa đồ có tiếng. Claes Jansz. Visscher sinh ra tại Amsterdam và cũng mất ở thành phố này. Ông đã học các kỹ thuật in ấn từ chình người cha của mình rồi giúp phát triển nghề in của gia đình.